# سیارک ۲۰۴۹۶
سیارک ۲۰۴۹۶ (به انگلیسی: 20496 Jenik، نامگذاری:1999QA2) بیست هزار و چهارصد و نود و ششمین سیارک کشف شده‌است که در ۲۲ اوت ۱۹۹۹ کشف شد.
قدر مطلق سیارک برابر ۱۸٫۶ است.